# Gustavo Zalamea
Gustavo Zalamea Traba (Buenos Aires, 6 de enero de 1951—Manaos, 12 de julio de 2011) fue un artista colombiano. Era reconocido como uno de los mejores artistas de Colombia en el siglo XX.

## Biografía
Nació en Buenos Aires Argentina, donde vivían su padre, el periodista y escritor Alberto Zalamea, y la crítica de arte Marta Traba. Zalamea estudió Arquitectura en la Universidad Nacional de Colombia en Bogotá en 1969. En 1971 cursó Antropología y Diseño en la Universidad de Concepción de Chile.
Entre otras distinciones ganó en 1986 el Primer Premio del XXX Salón Anual de Artistas Colombianos. En 1989 recibió el Primer Premio de Pintura en un concurso organizado entre Francia y Colombia y en 1992 ganó el Premio Casa Andrés Bello en Caracas, y el Concurso Convenio Andrés Bello en Bogotá.
Fue condecorado en 1993 con el Premio Nacional de Diseño Gráfico otorgado por el Gobierno colombiano. En 1994 ganó el concurso de méritos 125 años, convocado por la Universidad Nacional y en 2003 fue invitado de honor al XII Salón Nacional de los Sindicatos del Grupo Renault en París y al Festival de Arte Contemporáneo de Barranco en Lima, Perú. 
El 12 de julio de 2011 murió en Manaus (Brasil) donde trabajaba en la creación de la obra colectiva A partir de recorridos fluviales. Dejó un legado de más de 50 exposiciones individuales y alrededor de cien grupales en Colombia y en el exterior.
PUBLICACIONES (textos con dibujos y libros)
Todas las instituciones.
Los papeles de la tierra.
Antología de poesía. Trenes (incluía grabados).
Un diccionario de sabiduría (Ed. Taller Arte Gráfico, Colección Impsat, Bogotá 1995).
```
“Mínimas huellas luminosas” (Ed. UN, facultad de Artes, Bogotá 2011), el cual contiene un diálogo profundo con su madre Marta Traba, dos entrevistas y un ensayo creativo sobre la “Medusa”.
```

## Exposiciones
Exposiciones individuales
- 1971, noviembre: Galería Belarca, Bogotá.
- 1975, junio: Galería Viva México, Caracas.
- 1976: Museo de Arte de la Universidad Nacional.
- 1976: Galería San Diego, Bogotá.
- 1980: Galería Partes, Medellín.
- 1986, noviembre: Museo de Arte Moderno de Bogotá.
- 1987, septiembre: Museo de Arte Moderno La Tertulia, Cali.

## Distinciones
- Invitado Salón Atenas, Museo de Arte Moderno de Bogotá, 1976.
- Beca de Icetex para estudio sobre el arte contemporáneo en Italia, 1977.
- Mención de Honor en pintura, II Salón Arte Joven, Museo de arte La Tertulia de Cali, 1977.
- Primer Premio del II Salón Regional de la Zona Central de Colombia, 1978.
- Primer Premio en el Salón de Agosto, Museo de Arte Contemporáneo de Bogotá, 1980.
- Primer Premio XXX Salón de Artistas Colombianos, 1986.
- Primer Premio Gráfico Juventud 1886, Bogotá.